# Museu de Paleontologia de la Universitat de Califòrnia
El Museu de Paleontologia de la Universitat de Califòrnia (University of California Museum of Paleontology) és un museu de paleontologia situat al campus de la Universitat de Califòrnia a Berkeley.
El museu es troba al Valley Life Sciences Building (VLSB), dissenyat per George W. Kelham i acabat el 1930. Les seves col·leccions es reserven per a la recerca i, per tant, no estan obertes al públic. Al VLSB s'exhibeix un grapat de fòssils de la col·lecció. Encara que es troba al campus de Berkeley, és el principal punt d'emmagatzematge de fòssils d'arreu de l'estat. Els fòssils originals, que foren el germen de la col·lecció actual, foren recollits pel Servei Geològic de Califòrnia entre el 1860 i el 1867.

## Lloc web
A principis de la dècada del 1990, el UCMP fou un dels primers museus a tenir el seu propi lloc web, gràcies a la seva adscripció a una universitat orientada a la tecnologia que disposava d'una bona connexió a Internet. El web ha estat aplaudit pel seu ús de gràfics visualment atractius, fou nominat cinc vegades per als Webby Awards i rebé una medalla de la Smithsonian Institution. Així mateix, apareix breument a la pel·lícula Deep Impact, tot i que amb un nom incorrecte.

## Persones destacades
Annie Montague Alexander fou la primera mecenes del museu i en dirigí algunes expedicions primerenques.

### Treballadors

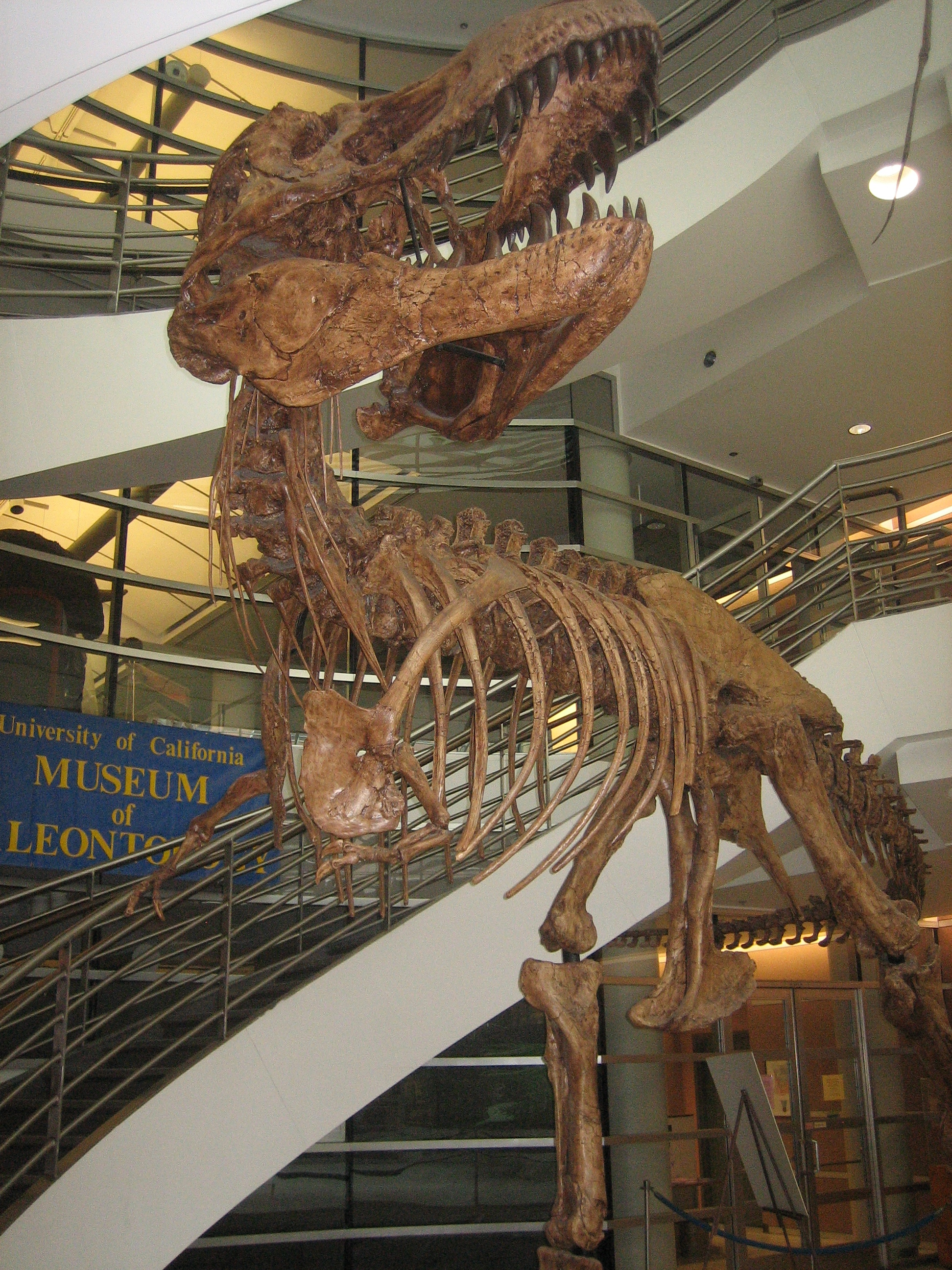
Esquelet de tiranosaure a la planta baixa del VLSB

Molts paleontòlegs destacats han treballat al UCMP. Les dates que apareixen després de cada nom indiquen el període durant el qual la persona en qüestió formà part del professorat de la universitat o treballà al museu.
- John C. Merriam (1869–1945)
- Charles Lewis Camp (1921-1975)
- William Diller Matthew (1927–1930)
- Ruben Arthur Stirton (1930–1966)
- Samuel Paul Welles (1940–1997)

### Directors
1. Bruce L. Clark (1880–1945)
2. William Diller Matthew (1871–1930)
3. Charles Lewis Camp (1893–1975)
4. Ruben Arthur Stirton (1901–1966)
5. Donald E. Savage (1917–1999)
6. Joseph T. Gregory (1914–2007)
7. William B. N. Berry
8. William A. Clemens Jr.
9. Jere H. Lipps
10. David R. Lindberg
11. Roy L. Caldwell
12. Charles R. Marshall